# Session Description Protocol
Session Description Protocol (SDP) je internetový protokol určený k popisu vlastností relace multimediálního přenosu dat. Nepřenáší se pomocí něj vlastní data, slouží pro vyjednání parametrů, jako je typ média (video, audio, atd.), transportní protokol (RTP/UDP/IP, H.320, atd.), typ kodeku nebo přenosová rychlost. Je popsaný v RFC 4566. Často se používá ve spojení s SIP.

## Popis relace
Relace je popsána řadou dvojic atribut-hodnota, vždy po jedné na řádku. Názvy atributů jsou jednopísmenné, následuje '=' a hodnota atributu. Nepovinné atributy se označují pomocí '=*'. Hodnota je ASCII řetězec nebo posloupnost určitých značek oddělených mezerou. Název atributu je jedinečný v jedné ze tří oblastí (Session, Time nebo Media), ve které je uveden. Syntax SDP je rozšiřitelná a nové atributy jsou ke standardu příležitostně přidávány. Zkrácený přehled popisu relace:
```
     Session description
        v=  (verze protokolu)
        o=  (původce a identifikátor relace)
        s=  (jméno relace)
        i=* (informace relace)
        u=* (URI popisu)
        e=* (e-mailová adresa)
        p=* (telefonní číslo)
        c=* (informace o spojení – není vyžadována, je-li zahrnuta v all media)
        b=* (0 či více řádek informací o šířce pásma)
        1 či více Time descriptions ("t=" a "r=" řádka; viz níže)
        z=* (úprava časového pásma)
        k=* (šifrovací klíč)
        a=* (0 či více řádků atributů relace)
        Žádný či více Media description
```

```
     Time description
        t=  (doba, po kterou je relace aktivní)
        r=* (0 či více počtu opakování)
```

```
     Media description, je-li přítomen
        m=  (název média a transportní adresa)
        i=* (označení média)
        c=* (informace spojení – volitelné, je-li uvedeno na úrovni Session descr.)
        b=* (0 či více řádek informací o šířce pásma)
        k=* (šifrovací klíč)
        a=* (0 či více řádků atributů relace)
```